# Grand Prix automobile des Pays-Bas 1979
Résultats du Grand Prix des Pays-Bas de Formule 1 1979 qui a eu lieu sur le circuit de Zandvoort le 26 août 1979.

## Classement
| Pos  | N° | Pilote                | Écurie             | Tours | Temps/Abandon       | Grille | Points |
| ---- | -- | --------------------- | ------------------ | ----- | ------------------- | ------ | ------ |
| 1    | 27 | Alan Jones            | Williams-Ford      | 75    | 1 h 41 min 19 s 775 | 2      | 9      |
| 2    | 11 | Jody Scheckter        | Ferrari            | 75    | +21 s 783           | 5      | 6      |
| 3    | 26 | Jacques Laffite       | Ligier-Ford        | 75    | +1 min 03 s 253     | 7      | 4      |
| 4    | 6  | Nelson Piquet         | Brabham-Alfa Romeo | 74    | +1 tour             | 11     | 3      |
| 5    | 25 | Jacky Ickx            | Ligier-Ford        | 74    | +1 tour             | 20     | 2      |
| 6    | 30 | Jochen Mass           | Arrows-Ford        | 73    | +2 tours            | 18     | 1      |
| 7    | 31 | Héctor Rebaque        | Lotus-Ford         | 73    | +2 tours            | 24     |        |
| Abd. | 3  | Didier Pironi         | Tyrrell-Ford       | 51    | Suspension          | 10     |        |
| Abd. | 12 | Gilles Villeneuve     | Ferrari            | 49    | Pneumatique         | 6      |        |
| Abd. | 18 | Elio De Angelis       | Shadow-Ford        | 40    | Transmission        | 22     |        |
| Abd. | 20 | Keke Rosberg          | Wolf-Ford          | 33    | Moteur              | 8      |        |
| Abd. | 15 | Jean-Pierre Jabouille | Renault            | 26    | Embrayage           | 4      |        |
| Abd. | 7  | John Watson           | McLaren-Ford       | 22    | Moteur              | 12     |        |
| Abd. | 4  | Jean-Pierre Jarier    | Tyrrell-Ford       | 20    | Sortie de piste     | 16     |        |
| Abd. | 9  | Hans-Joachim Stuck    | ATS-Ford           | 19    | Transmission        | 15     |        |
| Abd. | 17 | Jan Lammers           | Shadow-Ford        | 12    | Boîte de vitesses   | 23     |        |
| Abd. | 1  | Mario Andretti        | Lotus-Ford         | 9     | Suspension          | 17     |        |
| Abd. | 29 | Riccardo Patrese      | Arrows-Ford        | 7     | Freins              | 19     |        |
| Abd. | 8  | Patrick Tambay        | McLaren-Ford       | 6     | Moteur              | 14     |        |
| Ret. | 5  | Niki Lauda            | Brabham-Alfa Romeo | 4     | Retrait volontaire  | 9      |        |
| Abd. | 14 | Emerson Fittipaldi    | Fittipaldi-Ford    | 2     | Panne électrique    | 21     |        |
| Abd. | 2  | Carlos Reutemann      | Lotus-Ford         | 1     | Suspension          | 13     |        |
| Abd. | 16 | René Arnoux           | Renault            | 1     | Suspension          | 1      |        |
| Abd. | 28 | Clay Regazzoni        | Williams-Ford      | 0     | Accident            | 3      |        |
| Nq.  | 22 | Patrick Gaillard      | Ensign-Ford        |       | Non qualifié        |        |        |
| Nq.  | 24 | Arturo Merzario       | Team Merzario-Ford |       | Non qualifié        |        |        |

Légende :
- Abd.=Abandon - Np.=Non partant

## Pole position et record du tour
- Pole position : René Arnoux en 1 min 15 s 461 (vitesse moyenne : 201,609 km/h).
- Tour le plus rapide : Gilles Villeneuve en 1 min 19 s 438 au 39e tour (vitesse moyenne : 191,515 km/h).

## Tours en tête
- Alan Jones : 39 (1-10 / 47-75)
- Gilles Villeneuve : 36 (11-46)

## À noter
- 4e victoire pour Alan Jones.
- 4e victoire pour Williams en tant que constructeur.
- 124e victoire pour Ford-Cosworth en tant que motoriste.